# Ischnothyreus linzhiensis
Ischnothyreus linzhiensis är en spindelart som beskrevs av Hu 200. Ischnothyreus linzhiensis ingår i släktet Ischnothyreus och familjen dansspindlar. Inga underarter finns listade i Catalogue of Life.